# Romy Tarangul
Romy Tarangul (ur. 19 października 1987) – niemiecka judoczka, brązowa medalistka mistrzostw świata w kategorii do 52 kilogramów.
Na Mistrzostwach Europy dotychczas zdobyła jeden medal: srebrny w Lizbonie (2008) i brązowy w 2012. Trzecia na uniwersjadzie w 2013 roku. Startowała w Pucharze Świata w latach 2007–2009, 2011, 2012, 2014 i 2015 roku.